# Pehr Sparre
Pehr Georg Sparre af Söfdeborg, född 4 maj 1790 i Lessebo bruk, Hovmantorps socken, Kronobergs län, död 23 juli 1871 i Karlskrona, var en svensk greve, militär, författare och tecknare. 

## Biografi
Sparre var son till ryttmästaren Eric Sparre af Söfdeborg (1753-1791) och Regina Ulrika Pijhlgardt och från 1824 gift med sin kusin Eva Carolina Pijhlgardt (1796-1876), samt far till uppfinnaren Pehr Ambjörn Sparre och farfar till konstnären Louis Sparre (jämför släktartikel Sparre).

### Militär bana
Sparre blev 1807 fänrik vid Skaraborgs regemente, deltog i finska kriget i bland annat återerövringen av Gotland våren 1808, landstigningsförsöken i Finland, vinterfälttåget på Åland och expeditionen till Västerbotten där han blev svårt sårad i högra armen i slaget vid Sävar den 19 augusti 1809. Det senare har han beskrivit i de publicerade "Anteckningar rörande expeditionen åt Westerbotten år 1809". Han tilldelades en guldmedalj för tapperhet i fält år 1810.
Som löjtnant deltog han under Andra napoleonkriget i bombardemanget av Hamburg 1812, slagen vid Grossbeeren, Jüterbock och Leipzig 1813, belägringen av Glückstadt och fälttåget till Belgien. År 1814 befordrades han till kapten och deltog i fälttåget mot Norge. Efter kriget var han verksam vid den nybildade generalstaben, från 1816 som kapten och från 1820 som major. Sparre blev överstelöjtnant vid Sjöartillerikåren 1823 och var 1832–1856 Sjöartilleriregementets (från 1845 Marinregementet) förste överste och sekundchef.

### Författarskap
Han blev mest känd som författare till ett antal historiska äventyrsromaner i Walter Scotts och Fennimore Coopers stil. Sparre debuterade som författare med Thora eller Grimsholms saga 1829. 
Han skrev bland annat de historiska äventyrsromanerna Den siste friseglaren  (1832), Standaret (1847) och Sjö-kadetten i konung Gustaf III:s tid (1850). Söfdeborg var en stor vän av konsten och en skicklig tecknare med ett behagligt manér enligt F Boye. Bland hans bevarade arbeten märks en färglagd teckning av godset Gravellona vid Milano som han utförde vid ett besök 1863.
Sorgespelet Kungslena-färden framfördes i december 1846 på Kungliga teatern, med bl.a. Carl Johan Uddman och Georg Dahlqvist i olika roller.

### Utmärkelser
Han tilldelades 1870 av Svenska akademin Karl Johans pris för litterära förtjänster och var hedersledamot av Örlogsmannasällskapet från 1858. 

### Fotnoter
1. ↑  Artists of the World, Walter de Gruyter, 17 januari 2022, Artists of the World konstnärs-ID: 00310314, läs online och läs online.[källa från Wikidata]
2. ↑  Tjeckiska nationalbibliotekets databas, NKC-ID: xx0310700, läst: 6 december 2023.[källa från Wikidata]
3. ↑  Libris
4. ↑  ”Kungliga teatern. Kungslena-Färden, sorgespel i 5 akter; svenskt original, af Pehr Sparre”. Aftonbladet:  s. 2. 30 december 1846. https://tidningar.kb.se/4112678/1846-12-30/edition/0/part/1/page/1/?newspaper=AFTONBLADET&from=1846-12-30&to=1846-12-30. Läst 22 februari 2021.